# Кози Саййид Баходирхон ибн Саййид Иброхимхужа
Кози Саййид Баходирхон ибн Саййид Иброхимхужа (узб. Qozi Sayyid Bahodirxon (Baxodirxon) Ibrohimxo'ja o'g'li, Қози Саййид Баҳодирхон; 1860 — 1916) — узбекский кази, сеййид, судья шариата, законодатель факих, мударрис в медресе Мири Араб, последний кази Иштыхана и Иштыханского района Самаркандская область (Российская империя).

## Биография
Кози Саййид Баходирхон ибн Саййид Иброхимхужародился в 1860 году в селе Сафохужа Иштыханского района, бывшем в это время историческим местом рода сейид-ишан-ходжей, по семейному преданию в середине XVIII века один из его предков по имени Саййид Карохужа аль-Бухари со своей семьёй, братом Саййид Абдурахмонхужой аль-Бухари и зятем Мухаммад Сафохужа-мударрисом основали этот село. Род Баходировых — один из древних родов сейид-ходжей, в письменной родословной известна 38-ми поколений предков Саййид Баходирхона от пророка Мухаммада. Он является по отцовской линии потомком Саййид Ахмад Салих Ато (Саййид Ота (Ато)) ибн Амир Хасан Абу Бакр ар-Рида ибн Саййид Бурхониддин Абу Наср Сулайман аль-Кадири аль-Бухари аль-Бакиргани (у него был брат по имени Саййид Шамсиддин Умар аль-Бухари, который считается дедом Сеида Аджаля Шамсуддина, который являлся потомком Саййид Ата Ахмад Булаки Насриддин Хилвати), а он являлся прямым потомком Cултана Саадата Амир Саййид Али Акбара. — второго сына Одиннадцатого Имама Хасана аль-Аскари. Согласно другим генеалогическим источникам Саййид Али Акбар являлся вторым сыном Саййида Имама Мухаммад аль Аскари аль-Баадж который считается старшим братом Хасана Аль Аскари . Сведения о родословной древе шежере сохранён в рукописи «Насабномаи шариф», который хранится у потомков Кози Баходирхона. Один из известных потомков Сейид Али Акбара является великий религиозный деятель, известен также как суфийский учитель Бахауддин Накшбанд известный как «Ходжаи Бузург», «Шахи Накшбанд», и Ишан Имло — бухарский «святой последнего времени», как его называют в Бухаре, так как считается, что после него святых больше не было. Мусульмане Средний Азии почитают его как последнего святого.
Его отец Саййид Иброхимхужа был ремесленником, ещё знатоком ислама и учителем шариата, обучал сына исламу с детства. Дед и отец Саййид Баходирхана обладали обширными знаниями в области религии и истории своих предков, по вечерам дома рассказывали различные хадисы из Сахих аль-Бухари.
Маленький Баходирхон все это слушал с упоением, и впитывал с детства. К 12 годам Саййид Баходирхон знал Коран наизусть. Начальное образование он получает в сельском медресе своих предков, он перечитывает все книги, имеющиеся в медресе, все до единого изучает то, что было дома — книги своих предков, написанные на арабском, персидском и тюркском.
Он продолжил обучение в знаменитом медресе Средней Азии в Бухаре, Медресе Мири Араб. Здесь Саййид Баходирхон в совершенстве овладевает арабским и персидским языками, изучает ислам, историю, философию и фикх, знакомится с трудами Аристотеля и Сократа, изучает труды таких мудрецов, как Накшбанди, Яссави, Кубрави, Ибн Сина, впитывает поэзию Навои, Ширази и многих других замечательных поэтов и философов. Учится и становится главным учителем мударрисом в известной тогда медресе Медресе Мири Араб.
Блестящее образование, глубокие знания позволили Саййид Баходирхону в 1895 году получить должность кази Иштыханского района. Он также преподавал в Медресе Мири Араб и сельской медресе который находился в селе Сафохужа.
К концу XIX века Эшон Баходирхон, приверженец ханафитского мазхаба, стал одним из самых авторитетных факихов в Самаркандской области. Он занимался активной пропагандой ислама, шариата, фикха и учения Накшбанди. В 1911 году он за свои сбережения построил большой ханако в центре Иштыхана на восточной стороне городского рынка. В ханаке находился мечеть, библиотека, зал зикрахана для использования для молитв, собраний и практик таких как зикр. Вокруг зикрханы располагались келии-худжры. В настоящее время на месте ханако расположен центральный городской рынок «Иштихан Дехкан Базар».
Кази Саййид Баходирхон был судьёй вплоть до своей смерти в 1916 году. Последние годы жизни жил в своём родном селе Сафохужа Иштыханского района, похоронен на кладбище «Сафохужа».

## Родословное древо
Согласно древним рукописям «Насабнома» шежере Кози Саййид Баходирхона ибн Саййид Иброхимхужа по отцовской линии от пророка Мухаммеда такова:
- 1. Мухаммад.
- 2. Биби Фатима Захра и Имам Али ибн Абу Талиб.
- 3. Имам Хусейн.
- 4. Имам Зейн аль-Абидин.
- 5. Имам Мухаммад аль-Бакир.
- 6. Имам Джафар ас-Садык.
- 7. Имам Муса аль-Казим.
- 8. Имам Али Муса ар-Рида.
- 9. Имам Мухаммад ат-Таки.
- 10. Имам Али ат-Таки аль-Хади аль-Аскари.
- 11. Саййид имам Мухаммад аль-Аскари Сабаъдужайл по прозвищу Ал-Бааж .
- 12. Саййид Али (по прозвищу (лакаб) — Нуриддин ал-Акбар, Асгар, ат-Таки, аль-Муттаки, аль-Амир Султан Садат).[26]
- 13. Саййид Мухаммад Джафар (по другим источникам он является — Аль-Хаким ат-Тирмизи[27])
- 14. Саййид Мухаммад Хусейн (по прозвищу (лакаб) — Накиб Шамсиддин Хилвати)
- 15. Саййид Ахмад (по прозвищу (лакаб) — Булаки, Насириддин Хилвати. У него был брат по имени Саййид Али который является предком Амир Султан Шамсиддина Мухаммад аль-Бухари)
- 16. Саййид Мухаммад Шаъбан (по прозвищу (лакаб) — ат-Таки)
- 17. Саййид Касим (по прозвищу (лакаб) — аль-Махди)
- 18. Саййид Имам ад-дин Абдуллах (У него был брат по имени Саййид Зайнулабидин)
- 19. Саййид Бурхануддин Абу Наср Сулейман аль-Кадири аль-Бухари аль-Бакиргани (считается что он являлся муршидом тариката Кадирия, у него был брат по имени Саййид Шамсиддин Умар аль-Бухари который является дедом Саййида Аджал Шамсуддина аль-Бухари)
- 20. Саййид Амир Хасан (по прозвищу (лакаб) — Абу Бакр ар-Рида)
- 21. Хазрат Саййид Ахмад Салих - Саййид Ато (по прозвищу (лакаб) — Саййид Ата (Ота))
- 22. Саййид Амин Ходжа Мухаммад (по прозвищу (лакаб) — Махруй, его могила находится в Хорезме)[28]
- 23. Саййид Насим ходжа
- 24. Мавлана Саййид Хаким ходжа (по прозвищу (лакаб) — Эшони Хаким)
- 25. Саййид Алауддин ходжа
- 26. Саййид Ахмад ходжа накиб
- 27. Саййид Насир ходжа (полное имя Саййид Насирходжа Саййидатаи)[29]
- 28. Саййид Мунаввар ходжа
- 29. Саййид Нажмиддин ходжа
- 30. Саййид Кадирберди ходжа
- 31. Мавлана Саййид Мир Мухаммад Амин ходжа (ум.1580 г. прозвище (лакаб) — Захид)[30]
- 32. Саййид Ходжажон ходжа
- 33. Саййид Авлияхон ходжа
- 34. Саййид Абдулманнан ходжа
- 35. Саййид Караходжа аль-Бухари аль-Иштыхани (повествуется что по указанию эмира Бухары Амир Хайдара переехал из Бухары в Иштыхан)[31]
- 36. Саййид Ахмад ходжа накиб
- 37. Саййид Саидуллах ходжа
- 38. Мулла Саййид Рахматуллах ходжа
- 39. Саййид Ибрахим ходжа
- 40. Кози Саййид Баходирхон

## Семья и Потомки
- Брат — Саййид Авазхон ибн Саййид Иброхимхужа — у него было 2-сына по имени Абдугаффорхон (потомства не оставил) и Жамолхон, и дочь-Турсуной (не имела потомства). Дети Саййид Жамолхона — сыновья Анвархон, Жалолхон и Рустам; дочери Саидахон, Ойдиной и Зулфияхон.
- Жена — Султонбиби была дочерью Саййида Ниёзхужа ибн Саййид Рахматуллахужа — дяди Саййид Баходирхона. От неё родились 4-дочери по имени Шахрибону, Маликабону, Саломатбону, Угилпошша и 3-сына по имени Мухаммадаминхон, Шохмуродхон и Абдулахадхон.
- Дочь — Шахрибону — была замужем за Мулла Мухаммадёра, их дети: Офтобой, Нуриддин, Хожарой, Мухтарам ва Исокхон.
- Дочь — Маликабону- её муж Мулла Бозор Юнусхужа оглы, дети: Ойбуви, Мулла Жалол, Хонбуви, Камариддин, Мухаммадсафо, Сирожиддин, Сайёра.
- Дочь — Саломатбону — была замужем за Лутфуллахужа Хотамхужа оглы, их дети: Хасанхон, Хадича и Робия.
- Дочь — Угилпошша — её первый муж Бузургхужа Бухарий был потомком Махдуми Азама, от него родились 2-дочери Мухсина и Хожихон. После неожиданной смерти мужа, вышла замуж второй раз за Эшон Темирхону потомку Махдуми Азами, от него родился сын по имени Омонуллахон.
- Старший сын — Мухаммадаминхон — его жена Мастурабону бинти Абдусатторхужа, от них родились 3-сына: Шохниёзхон, Эшмухаммадхон и Оламхон.
- Сын — Шохмуродхон — женился три раза, его первая жена Хонимой бинти Абдужабборхужа, от неё родился сын Акромхон, от второй жены Менанурбону родился сын по имени Шарифхон, от третий жены по имени Мунавварбуви родились сын-Махмудхон и дочь-Тамарахон.
- Младший сын — Абдулахадхон Баходирович Баходиров (1903-07.01.1977) — долгое время работал в органах прокуратуры Самарканда, был женат два раза, первая жена Асилбиби Бурхонбой кызи, от неё родилась дочь Саодат (1927—1989). Вторая жена Садоратхон пошша Исаева (1918-12.04.1986) дочь Саййида Исохона Ширинхужаева. От неё родились 4 сына и 3 дочери: Сыновья — Ибодхон Баходиров (03.02.1937-04.11.2013) — долгое время работал зам.редактора газеты «Иштихон овози»[32], Батирхон (1938—1998), Музаффархон (1946 г.р.), Абдукаримхон (1949 г.р.). Дочери — Шоирахон (1941—1994), Фатима (1954—1976), Зухра и Зулайхо. Все они оставили много потомства. Ибодхон Баходиров (1937-2013) женился на Хидоятхон (1942-1976) - дочери известного ишана Самаркандской области Салиххон ишана Абдумаликовича Маликова (1909-1989), потомка известного шейха тариката Ясавия Шейха Худайдод Вали. Их дети (Баходировы): Нигора (1962-1998), Икромхон (1962 г.р.), Олима (1964 г.р.), Валихон (1965-2005), Диёра (1968 г.р.). Дети Ибодхона Баходирова от его второй жены Асалой Мансурова: Дилбар (1973 г.р.), Наргиза (1975 г.р.), Озода (1977 г.р.), Хасанхон (1978 г.р.), Юсуфхон (1980 г.р.), Матлубхон (1981 г.р.)[33]. [34].[35].